# Club Sportivo Cerrito
Der Club Sportivo Cerrito, kurz Cerrito, (Spitznamen: Auriverde, Cerritenses Gitanos) ist ein Fußballverein aus der uruguayischen Hauptstadt Montevideo, der im dortigen Viertel Cerrito de la Victoria beheimatet ist. Die Fußballmannschaft des Vereins spielt in der Saison 2016 in der zweithöchsten uruguayischen Spielklasse, der Segunda División.

## Geschichte
Der Verein mit den Vereinsfarben gelb und grün wurde am 28. Oktober 1929 gegründet. Der erste bedeutende Titelgewinn des Vereins datiert aus dem Jahr 1948 in der Divisional Extra. 1951 und 1970 wurde der Club Sportivo Cerrito Meister in der Divisional Intermedia de Fútbol de Uruguay. 1982 und 1998 konnte der Verein zudem die Meisterschaft in der Liga Metropolitana Amateur de Fútbol erringen. Cerrito stieg sodann 2003 nach Gewinn der Meisterschaft der Segunda División zum ersten Mal in die höchste uruguayische Spielklasse auf. Jedoch währte die Zugehörigkeit zur Primera División nur bis zum Ende der Saison 2006/07. Danach erfolgte der Abstieg in die zweite Liga. Zur Saison 2009/10 erfolgte dann der Wiederaufstieg als Tabellen-Zweiter der Segunda División. Die Hinrunde der anschließenden Saison, die sogenannte Apertura, beendete der Verein im Tabellenmittelfeld auf dem 10. Platz. Am Ende der Saison belegte man den 14. Gesamtplatz, was den sofortigen Wiederabstieg zur Folge hatte. Schon in der Folgesaison, in der man mit Yoel Burgueño auch den Torschützenkönig der Liga stellte, glückte mit der Belegung des zweiten Tabellenplatzes der direkte Wiederaufstieg. Für diesen zweiten Aufstieg erhielt der Verein die nach dem ehemaligen Präsidenten von Plaza Colonia benannte Copa "Ing. Milton Gonnet". In der anschließenden Spielzeit trat man als Tabellen-15. erneut den Gang in die Zweitklassigkeit an.
| Saisonbilanzen 2002–2012        | Saisonbilanzen 2002–2012 | Saisonbilanzen 2002–2012 | Saisonbilanzen 2002–2012 |
| Saison                          | Platz                    | Punkte                   | Tore                     |
| ------------------------------- | ------------------------ | ------------------------ | ------------------------ |
| 2002                            | 14. Platz                | 28                       | 26:41                    |
| 2003                            | 1. Platz                 | 44                       | 48:28                    |
| Clasificatorio 2004             | 2. Platz                 | 33                       | 25:17                    |
| 2005                            | 11. Platz                | 21                       | 21:19                    |
| 2005/06                         | 7. Platz                 | 48                       | 37:34                    |
| 2006/07                         | 15. Platz                | 24                       | 33:48                    |
| 2007/08                         | 4. Platz                 | 55                       | 49:32                    |
| 2008/09                         | 2. Platz                 | 57                       | 54:36                    |
| 2009/10                         | 14. Platz                | 32                       | 37:48                    |
| 2010/11                         | 2. Platz                 | 41                       | 39:20                    |
| 2011/12                         | 15. Platz                | 24                       | 24:52                    |
| 2012/13                         | 6. Platz                 | 37                       | 26:30                    |
| 2013/14                         | 13. Platz                | 23                       | 24:41                    |
| rot unterlegt: Segunda División |                          |                          |                          |

## Bekannte Spieler
Rubén Morán, 1950 mit Uruguay Weltmeister, begann seine Karriere beim Verein und war 1948 in der Mannschaft die die viertklassige Divisional Extra gewann. Weitere bedeutende Spieler der Vereinsgeschichte waren
- Rodolfo Martín Ferrando
- Maureen Franco
- Mauro Guevgeozián
- Alberto Ortega
- Álvaro Pintos
- Juan Pablo Rodríguez Conde

## Ehemalige Trainer
- Januar 2005 bis Mitte Juli 2005: Alejandro Garay
- ?? bis Oktober 2005: César Payovic
- Oktober 2005[19] bis Dezember 2005: Julio Acuña
- Saison 2006/07: Ricardo Ortíz
- September 2006 bis Mitte März 2007: Marcelo Saralegui
- Clausura 2007: Miguel Puppo[20]
- ab Januar 2008 bis ??: Jorge Barrios (Co-Trainer: Roberto Morgade)[21]
- ?? bis Mai 2008 Ariel De Armas[22]
- Mai 2008 bis ??: Apraham Yeladián (Co-Trainer: Sergio González)[23]
- Juli 2008 bis Juni 2009: Edgardo Arias
- bis 8. Februar 2010: Julio César Balerio
- ab 11. Februar 2010[24] bis Mai 2010: Marcelo Saralegui
- ?? bis Mai 2012: Jorge Barrios
- mind. ab März 2013 bis Mitte Mai 2013: Gerardo "Gerry" Schiavo[25][26]
- September 2013 bis November 2013[27]: Walter Borches[28]
- mind. seit März 2014: Julio Daniel Morales[29]
- August 2014 bis Oktober 2014: Marcelo Yaurreche
- Oktober 2014 bis Dezember 2014: Robert Pérez
- seit Juli 2016: Alberto Quintela